# Doug Flutie
College Football Hall of Fame 2007
(en) Statistiques sur pro-football-reference
(en) Statistiques sur statscrew
Douglas Richard Flutie, né le 23 octobre 1962 à Manchester (Maryland), est un joueur de football américain ayant évolué comme quarterback et de football canadien ayant évolué comme quart-arrière.

## Biographie
Il étudia au Boston College, jouant au football américain dans les Eagles de Boston College. Impressionnant en National Collegiate Athletic Association (NCAA), il remporte le trophée Heisman, le Walter Camp Award, le Davey O'Brien Award et le Maxwell Award en 1984.
Sa taille joua en sa défaveur malgré ses récompenses universitaires, ainsi peu en vue pour la draft National Football League (NFL) de 1985, il participe également à la draft de l'United States Football League (USFL). Celle-ci se tenant d'abord et ayant signé pour les Generals du New Jersey, il n'est drafté en NFL qu'à la 285e place (onzième tour) par les Rams de Los Angeles.
Il signe avec les Generals du New Jersey un contrat de 6 ans lui garantissant un salaire total de 8,3 millions de dollars. Il est présenté par Donald Trump qui est alors le propriétaire de la franchise, comme un des meilleurs joueurs universitaires de l'année passée.
Les performances de Douglas Flutie lors de la saison 1985-1986 se sont avérées très décevantes. 
En avril 1985, Donald Trump se fait passer pour un dénommé John Barron et appellent des agences de presses nationales pour critiquer un joueur qu'il disait médiocre et surcoté. 
La USFL fermant en 1986, il rejoint la NFL mais pas les Rams, les Bears de Chicago à la suite d'un échange entre franchises. Flutie est échangé un an après aux Patriots de la Nouvelle-Angleterre, mais la saison NFL 1987 est marquée par une grève du syndicat de joueurs, le National Football League Players Association. Flutie refusant d'être gréviste est mal vu et part jouer en Ligue canadienne de football (LCF).
Flutie joue dans la LCF pendant huit ans. Il signe un contrat de deux ans avec les Lions de la Colombie-Britannique en 1990, puis est échangé aux Stampeders de Calgary avec lesquels il remporte la coupe Grey en 1992. Il rejoint les Argonauts de Toronto en 1996, et remporte avec eux deux autres coupes Grey. Il est choisi meilleur joueur du match lors de ses trois victoires en match de la coupe Grey.
Par la suite, Flutie revient en NFL : aux Bills de Buffalo puis aux Chargers de San Diego avant de revenir aux Patriots de la Nouvelle-Angleterre. Il retourna également une saison en LCF chez les Argonauts de Toronto.
Il fut sélectionné une fois au Pro Bowl en 1998. Il a intégré le College Football Hall of Fame en 2007 et le Temple de la renommée du football canadien en 2008.
Son frère, Darren Flutie, est également une star de la LCF.

## Honneurs et records
- Joueur par excellence de la Ligue canadienne de football de 1991 à 1994, en 1996 et en 1997.
- Trophée Terry-Evanshen (joueur par excellence de la division Est) en 1996 et 1997.
- Trophée Jeff-Nicklin (joueur par excellence de la division Ouest) de 1991 à 1994.
- Équipe d'étoiles de la LCF en 1991, 1992, 1993, 1994, 1996 et 1997.
- Record du plus grand nombre de verges (yards en Europe) par la passe en une saison, avec 6 619 en 1991.
- Record du plus grand nombre de passes de touché en une saison, avec 48 en 1994.
- Joueur par excellence du match de la coupe Grey en 1992, 1996 et 1997.
- 1 fois Champion 24/7 à la WWE .